# KK Dubrava
Maillots
Le Košarkarski Klub Dubrava est un club croate de basket-ball basé à Zagreb. Le club appartient à l'élite du championnat croate.

## Entraîneurs successifs
- Depuis ? : -